# Iorgu Balș
Gheorghe Balș (n. 1805, Moldova – d. septembrie 1857, Albinețul Vechi, raionul Fălești, Republica Moldova), cunoscut și ca Iorgu Balș, respectiv Egor Alexandrovici Balș (în rusă Егор Александрович Балш), a fost un mare moșier și latifundiar moldovean, diplomat rus și filantrop. A fost cel mai mare proprietar de pământ din Basarabia mareșal al nobilimii din Gubernie în perioada 1850-1857.

## Biografie
Iorgu Balș s-a născut în 1805, fiind fiul marelui logofăt Alecu Balș. A fost educat în străinătate, iar în 1828 s-a mutat în Gubernia Basarabia, pe atunci anexată de Imperiul Rus. În 1830 a devenit secretar al misiunii diplomatice ruse din Grecia. S-a retras din această funcție în 1832.
Balș era considerat unul dintre cei mai bogați proprietari de pământ din Basarabia. În 1850 a devenit mareșal al nobilimii basarabene, funcție din care a susținut efortul militar al Rusiei în Războiul Crimeii, dar din care a făcut și multe acte filantropice pentru țăranii din Basarabia. El a construit la Chișinău azilul care i-a purtat numele, prima instituție de acest fel din Basarabia și pentru care a donat 30000 ruble.
Iorgu Balș s-a căsătorit în 1833 cu Ralla Callimachi, cu care a avut cinci copii. 
Gheorghe Balș a decedat în octombrie 1857 în Albineț, ținutul Iași.